# 34893 Mihomasatoshi
2001 WM1 (asteroide 34893) é um asteroide da cintura principal. Possui uma excentricidade de 0.26200870 e uma inclinação de 8.15802º.
Este asteroide foi descoberto no dia 17 de novembro de 2001 por BATTeRS em Bisei SG Center.